# Dioctria speculifrons
Dioctria speculifrons là một loài ruồi trong họ Asilidae. Dioctria speculifrons được Wiedemann miêu tả năm 1820.